# Иллирийский шлем

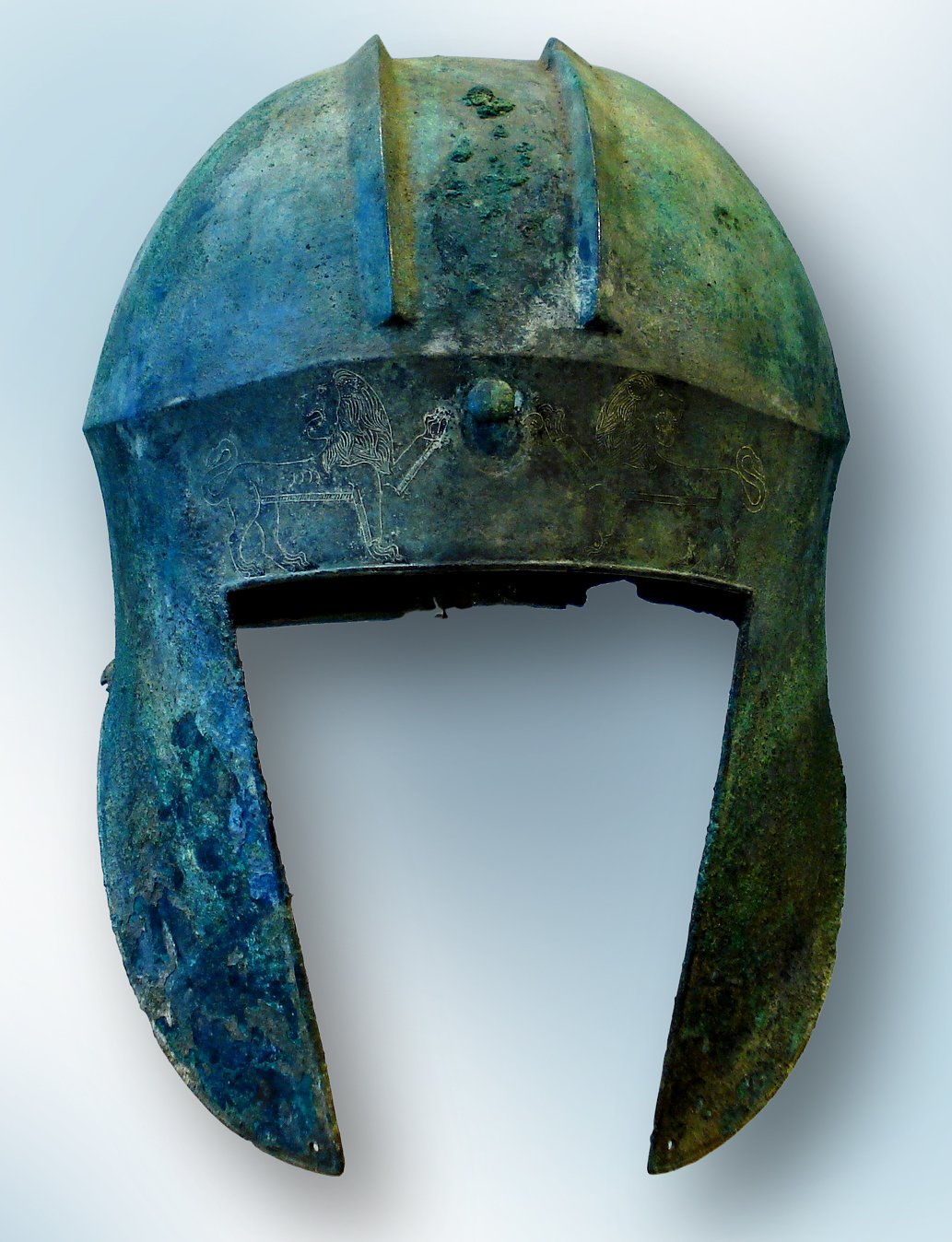
Фронтальный вид бронзового шлема иллирийского типа с изображением львов. VI—V века до н. э. Музей в Арголиде.

Иллирийские шлемы — первые цельнометаллические шлемы, появившиеся в Древней Греции после «тёмных веков». По названию местности к северо-западу от Древней Греции (Иллирия), где часто находят такие шлемы, они получили название иллирийских.
В музее Аргоса (Греция) хранится шлем конического типа, собранный из нескольких частей. У него заострённая макушка, увенчанная высоким металлическим гребнем в виде дуги. Шлем найден в захоронении VIII века до н. э. на Пелопоннесе. Такой характерный гребень часто изображался на шлемах ассирийских воинов на барельефах того времени. Форма гребня косвенно указывает на источник возрождения кузнечного ремесла в Элладе. Нижняя часть шлема практически не отличается от форм более позднего иллирийского типа. К VII веку до н. э. бронзовый гребень исчез, как исчезла и восточная конусовидность шлема.
В ранних иллирийских шлемах листы бронзы выгибали по форме головы, соединяли внахлёст и скрепляли заклепками в местах соприкосновения, в результате на макушке получались продольные ребра жёсткости. Потом научились ковать из цельной болванки, но продольные ребра остались как традиция. Простые с виду шлемы напоминают глубокую каску с длинными ушами. Характерной особенностью шлема служат отсутствие наносника, продольные ребра на макушке, крупные треугольнообразные «уши»-нащёчники и прямоугольный вырез для лица. Длинные нащёчники прикрывали с боков шею, но сзади она оставалась частично открытой. На музейной пластинке из музея Тиран (Албания) шлемы иллирийских воинов украшены длинными конскими гребнями подобно классическим древнегреческим шлемам. Если добавить массивный наносник, прикрыть шею сзади, придать фигурную форму «ушам»-нащечникам и выгнуть их вокруг лица, то шлем перейдёт в разряд коринфских.
По крайней мере к VI веку до н. э. шлемы иллирийского типа вышли из употребления в Элладе, вытесненные коринфскими, но производились в ремесленных мастерских Эпира и Иллирии до IV века до н. э. Судя по монетам македонского царя Пердикки II, иллирийские шлемы были в ходу на территории Македонии во 2-й половине V века до н. э., их также находят там в воинских захоронениях VI века до н. э.